# 손진주
손진주(본명: 손예리, 1992년 3월 29일 ~)는 대한민국의 댄스스포츠 선수다.

## 학력
- 한양대학교 대학원 운동생리학 석사
- 서울종합예술학교 댄스스포츠전공

## 방송
- 댄싱 위드 더 스타 2 (2012) - 12위
- 댄싱 위드 더 스타 3 (2013) - 7위

## 수상
- 제2회 BKDF배 전국프로아마댄스스포츠선수권대회 프로페셔널 스탠다드 부문 1위 (2016)
- WDC 코리아오픈 프로페셔널 댄스 챔피언십 한국프로페셔널스탠다드 1위 (2013)
- 제12회 WDC 서울컵 인터내셔널 슈퍼스타 댄싱 챔피언십 아시아프로페셔널스탠다드 1위 (2012)
- 제93회 전국체육대회 댄스스포츠 일반부 스탠다드3종목 은메달 (2012)
- 제90회 전국체육대회 댄스스포츠 고등부 스탠다드5종목 동메달 (2009)